# Minnesholmen
Minnesholmen är en ö i Finland. Den ligger i Finska viken och i kommunen Esbo i den ekonomiska regionen  Helsingfors i landskapet Nyland, i den södra delen av landet. Ön ligger omkring 18 kilometer sydväst om Helsingfors.
Öns area är 1,3 hektar och dess största längd är 190 meter i sydväst-nordöstlig riktning. Närmaste större samhälle är Helsingfors, 17,5 km nordost om Minnesholmen.